# Бартельс, Артюр
Артюр (Артур) Бартельс (30 августа 1818, Вильно — 23 декабря 1885, Краков) — белорусско-польский поэт-песенник, сатирик, карикатурист, иллюстратор, комедиограф. Участник Польского восстания 1863—1864 годов.

## Биография
Родился в аристократической помещичьей семье. Образование получил в Варшаве, Санкт-Петербурге и Париже. Жил в Риге и Санкт-Петербурге. Затем в своем полесском поместье.
Приобрел широкую популярность после переезда в Варшаву. Участвовал в восстании 1863 года.
Около 1875 поселился на территории Австрийской империи в Кракове, где пробовал себя в журналистике, в том числе в 1878—1880 публиковал статьи в журнале «Łowiec», где также разместил поэму «Tydzień poleski».

## Творчество

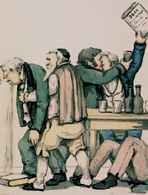
Чиновники в корчме

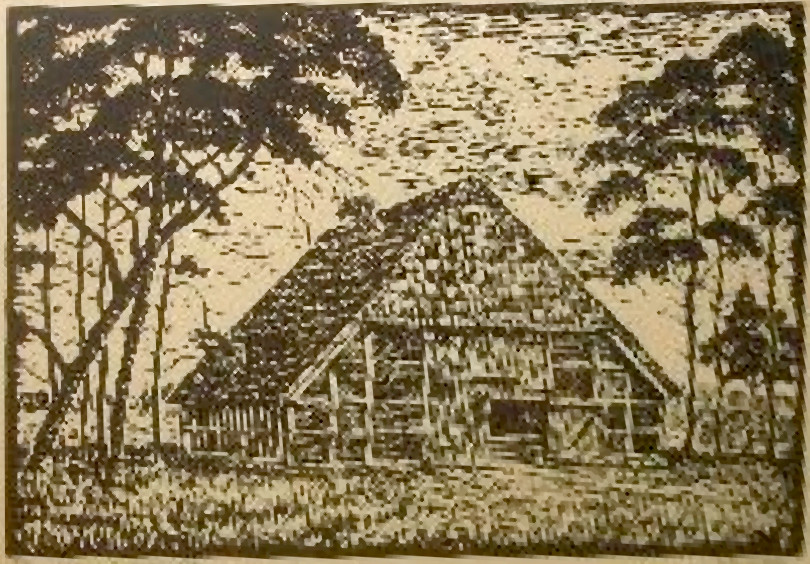

В своих песнях осмеивает недостатки современного польского общества, беспечность дворянства, карточную игру и т. п. Музыку к своим стихотворениям сочинял он сам. Песни эти в рукописях ходили по рукам, иногда печатались в журналах; первый сборник их появился в Кракове в 1888 году.
Писал сатирические стихи и песни (Ciocia Salusia, Panna Marianna, Departament Niższej Sekwany), которые исполнял аккомпонируя себе на фортепиано. Опубликовал несколько фарсов («Goście», «Popas w Miłosnej»). Как публицист написал ряд статей на общественно-политические темы.
Автор сатирических рисунков (альбомы «Человек высокого происхождения», «Соседский обедик»; серии «Пан Атаназы Скарупка-прогрессивный человек», «Пан Евгений», «Скряга»), которые печатались в «Виленском альбоме» в 1858. Свои рисунки автор сопровождал рифмованным подписями, которые высмеивали привычки дворянства и мелкой местечковой знати.
Творчество Бартельс при жизни автора пользовалось большой популярностью и высоко ценилось таким деятелями искусства, как Юзеф Игнацы Крашевский, Болеслав Прус, Циприан Камиль Норвид, Ян Матейко и др.